# Naifaru
Naifaru, auch Naifaro genannt, ist eine Insel auf dem nordwestlichen Riffkranz des Faadhippolhu-Atolls im Inselstaat Malediven in der Lakkadivensee (Indischer Ozean).

## Geographie
2014 hatte die dicht besiedelte Insel mit einer Fläche von etwa 48 Hektar 3868 Einwohner.

## Verwaltung
Naifaru ist die Hauptinsel des Faadhippolhu-Atolls sowie Hauptort des damit deckungsgleichen Verwaltungsatolls Faadhippolhu mit der Thaana-Kurzbezeichnung ޅ (Lhaviyani).